# Florian Milla
Florian Milla Makongo (* 14. února 1994 Saint-Priest-en-Jarez) je francouzský fotbalový záložník, od ledna 2016 bez angažmá.

## Klubová kariéra
Ve Francii hrál amatérské soutěže. Působil v rezervním týmu klubu AS Saint-Étienne.
V červenci 2014 odešel společně s krajanem a spoluhráčem Florianem Thalamym do FK Mladá Boleslav, českého klubu koučovaného trenérem Karlem Jarolímem, který v něm viděl hráče s velkým potenciálem. První soutěžní zápas za Boleslav absolvoval 17. července 2014 ve 2. předkole Evropské ligy UEFA 2014/15 proti bosenskému týmu NK Široki Brijeg (domácí výhra 2:1). Zahrál si i v odvetě v Bosně 24. července, Boleslav vyhrála přesvědčivě 4:0 a postoupila do 3. předkola proti Olympique Lyon. V 1. české lize debutoval 27. července 2014 v utkání proti FC Vysočina Jihlava (výhra 1:0). Celkem odehrál v české nejvyšší lize 4 zápasy, gól nevstřelil.